# Cyclopteryx laniata
Cyclopteryx laniata là một loài bướm đêm trong họ Erebidae.